# هانس ويل
هانس ويل هو قسيس وسياسي نرويجي، ولد في 16 ديسمبر 1807، وتوفي في 7 يوليو 1877. انتخب عضو برلمان النرويج ‏ عن دائرة  خلال فترته النيابية ‏ (1857 – 1858).